# Фабричнов, Василий Васильевич

Бюст Василия Фабричнова в Ершово

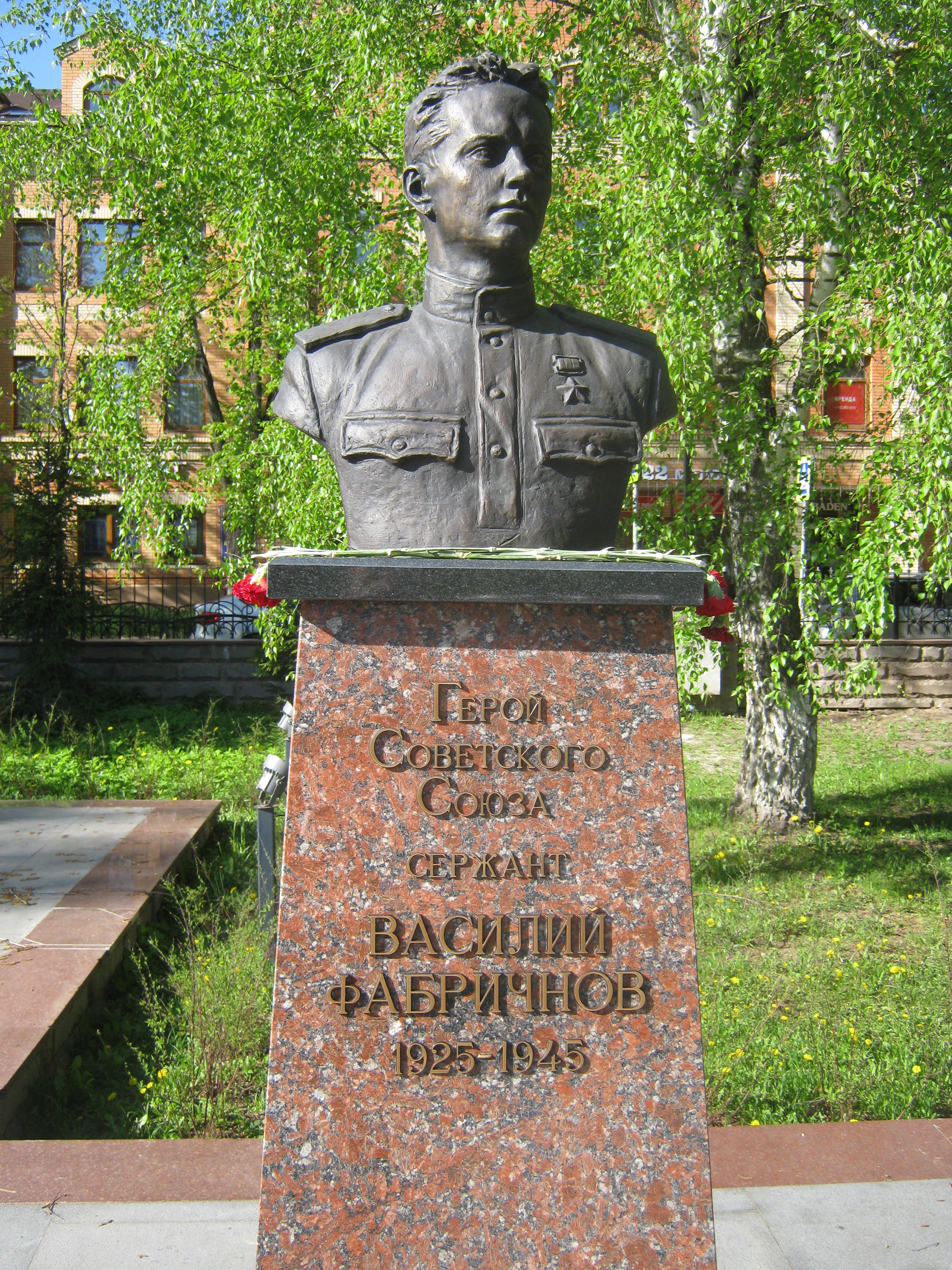
Бюст Василия Фабричнова в Звенигороде

Василий Васильевич Фабричнов (1925—1945) — сержант Рабоче-крестьянской Красной Армии, участник Великой Отечественной войны, Герой Советского Союза (1945).

## Биография

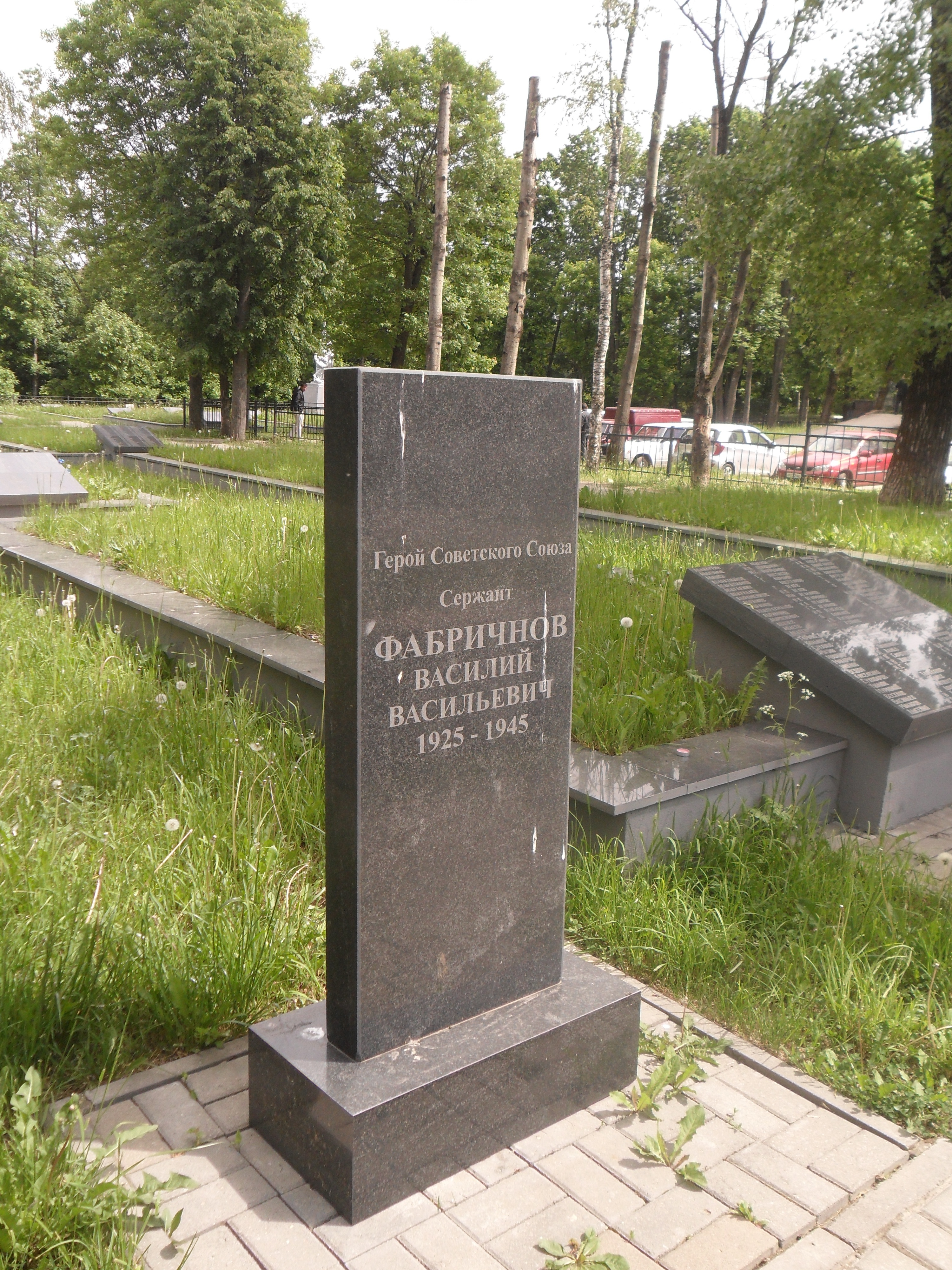
Могила Фабричнова на Покровском кладбище Смоленска

Василий Фабричнов родился 5 апреля 1925 года в деревне Сурмино Звенигородского уезда Московской губернии в крестьянской семье. В 1930-е годы вместе с семьёй переехал в город Звенигород, где окончил пять классов школы. В ноябре-декабре 1941 года был на временно оккупированной немецкими войсками территории. После освобождения Сурмино Фабричнов поступил на учёбу в ремесленное училище № 9 города Рошаль Шатурского района, затем работал в одной из звенигородских сапожных мастерских. В апреле 1943 года Фабричнов был призван на службу в Рабоче-крестьянскую Красную Армию. С июня того же года — на фронтах Великой Отечественной войны. Принимал участие в боях на Западном, Брянском, Прибалтийском, 1-м и 2-м Прибалтийском, 3-м Белорусском фронтах. Участвовал в Курской битве, Брянской, Невельской, Городокской, Белорусской операциях, форсировании Немана. К лету 1944 года гвардии сержант Василий Фабричнов командовал пулемётным расчётом 12-го гвардейского стрелкового полка 5-й гвардейской стрелковой дивизии 11-й гвардейской армии 3-го Белорусского фронта. Отличился во время освобождения Белорусской ССР.
28 июня 1944 года у деревни Шкорневка Крупского района Минской области Фабричнов уничтожил около взвода вражеских солдат и офицеров. 1 июля 1944 года он одним из первых переправился через Березину в районе города Борисова и пулемётным огнём прикрывал переправу полковых подразделений. В ночь с 13 на 14 июля 1944 года на самодельном плоту Фабричнов переправился через Неман в районе населённого пункта Меречь (ныне — Мяркине Варненского района Литвы). 16 июля в бою на плацдарме он получил тяжёлое ранение и был направлен в тыловой госпиталь. От полученных ранений он скончался 16 февраля 1945 года. Похоронен на Покровском кладбище Смоленска.
Указом Президиума Верховного Совета СССР от 24 марта 1945 года «за образцовое выполнение боевых заданий командования на фронте борьбы с немецкими захватчиками и проявленные при этом отвагу и геройство» гвардии сержант Василий Фабричнов посмертно был удостоен высокого звания Героя Советского Союза. Также был награждён орденом Ленина.

## Память
- В честь Василия Фабричнова была названа одна из центральных улиц подмосковного Звенигорода.
- В 2006 году имя Василия Фабричнова присвоено средней общеобразовательной школе села Ершово Одинцовского района Московской области (Постановление Губернатора Московской области от 14.06.2006 г. № 73-ПГ). 9 мая 2007 года у центрального входа в здание школы был открыт бронзовый бюст Героя.
- 5 декабря 2021 года, в день 80-летия разгрома фашистов под Москвой, на Мемориале воинской Славы в центре Звенигорода был установлен бюст Василия Фабричнова[2].